# Египетское иероглифическое письмо
Еги́петское иероглифи́ческое письмо́, иерогли́фика — одна из систем (наряду с иератикой и демотикой) египетской письменности, использовавшаяся в Египте на протяжении почти 3500 лет, начиная с рубежа 4-го и 3-го тыс. до н. э. Является рисуночным письмом, дополненным фонетическими знаками (лого-консонантный тип), то есть сочетает элементы идеографического, силлабического и фонетического писем.
Иероглифы обычно вырезались в камне, также существует линейная иероглифика деревянных саркофагов и папирусов.

## История возникновения и развития

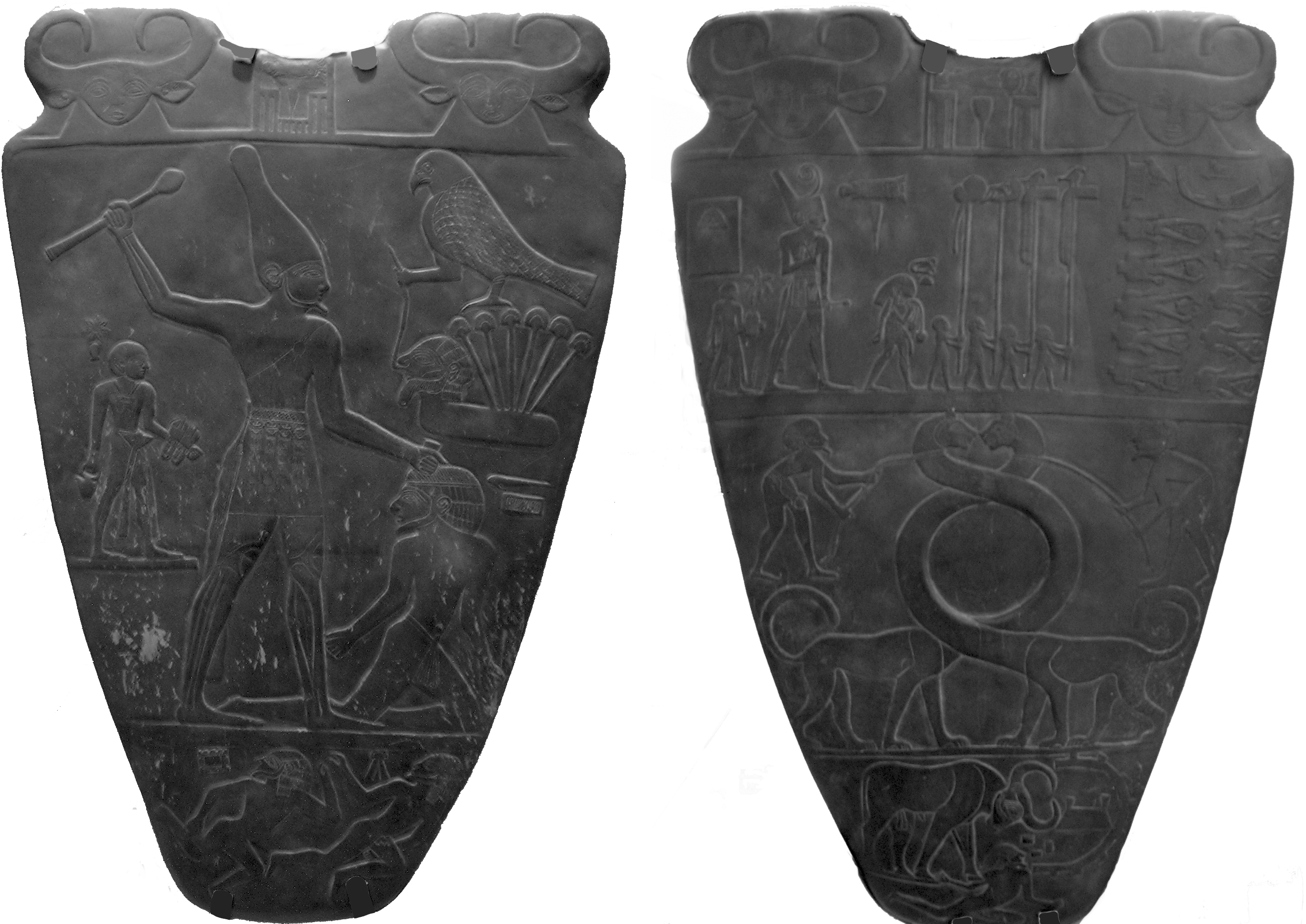
Палетка Нармера — один из древнейших памятников египетской письменности

Система письменности в Древнем Египте сложилась на рубеже 4-го и 3-го тыс. до н. э. (к началу правления I династии). На протяжении многих лет самыми ранними иероглифическими надписями считались надписи на палетке фараона Нармера. В 1998 году, однако, немецкая группа археологов под руководством Гюнтера Дрейера на раскопках в древнеегипетском городе Абджу (др.-греч. Абидос, совр. Умм-эль-Кааб) обнаружили в гробнице додинастического правителя триста глиняных табличек, покрытых протоиероглифами (датируются XXXIII в. до н. э.). Надписи на табличках были оттиснуты цилиндрическими печатями, подобно тому, как это делалось в шумерской письменности.
Первое предложение, написанное иероглифами, найдено на печати времен II династии из могилы фараона Сет-Перибсена в Абидосе.

Первоначально египетское письмо было пиктографическим (рисуночным): слова изображались наглядными рисунками, например: 
| N5 |

 — «солнце», 
| E2 |

 — «бык».

Следующим шагом развития египетской письменности было создание идеографического (смыслового) письма. При помощи знаков этого письма — идеограмм — можно было записывать некоторые отвлечённые понятия: например, знаком 
| N25 |

 «горы» можно было записать горную, то есть чужеземную, страну; 
| N5 |

 «солнце» — слово «день» (исходя из того, что солнце светит лишь днём).
Идеограммы играют большую роль и впоследствии в развитой системе египетской письменности. Например, все смысловые определители являются идеограммами.
Позже появляются звуковые знаки, в которых изображенный рисунок связан уже не со значением слова, а с его звуковой стороной.
Во время Старого, Среднего и Нового царства было приблизительно 800 иероглифов. В период греко-римского правления в Египте их число превышало 6000.
Формальный и декоративный характер иероглифов обусловил то, что они использовались в основном для монументальных надписей и записей священных текстов. Для ежедневных административных и деловых документов и для переписки существовало более простое иератическое письмо, которое, однако, не вытеснило иероглифическое. Иероглифами продолжали пользоваться как в период персидского, так и греко-римского правления в Египте. Тем не менее к IV веку осталось немного людей, способных читать и писать, используя эту сложную систему письма. Греки и римляне особо не интересовались ею, а с принятием христианства иероглифы вышли из употребления. В 391 году византийский император Феодосий I Великий закрыл все языческие храмы. Последняя известная иероглифическая надпись датирована 394 годом (Надпись Исмет-Ахома на острове Филы).

## Классификация иероглифов
На сегодняшний день проблема единой классификации древнеегипетских иероглифов остаётся открытой. В 1920 году английский египтолог и филолог Уоллис Бадж одним из первых каталогизировал знаки письменности Древнего Египта в «Словаре египетских иероглифов». Классификацию он провёл, основываясь на внешних признаках этих знаков. Вслед за ним, в 1927 году, также основываясь на разделении иероглифов по внешнему признаку, составил список другой английский египтолог и лингвист — А. Х. Гардинер, в своей «Египетской грамматике». В его классификации иероглифы делятся на группы, обозначаемые латинскими буквами, а внутри групп им присвоены номера. Со временем список из «Египетской грамматики» А. Х. Гардинера стал общепринятым, а основа этих иероглифов пополнялась путём добавления новых знаков в предложенные им группы — большинству из новооткрытых иероглифов стали присваивать дополнительные буквенные значения уже после цифр.
Параллельно с расширением перечня иероглифов на основе списка А. Х. Гардинера у некоторых исследователей возникли мысли о неправильном разнесении по группам, и в 1980-е годы появился четырёхтомный каталог знаков эпохи Птолемеев, разделяемых по значениям, созданный в соавторстве несколькими исследователями. По прошествии некоторого времени стали переосмысливать и этот классификатор, что, в свою очередь, в 2007—2008 годах привело к появлению грамматики Д. Курта, который скорректировал вышеуказанный четырёхтомник и список А. Х. Гардинера, а также ввёл новое разделение на группы. Хотя этот труд достаточно информативен и полезен для практики переводов с египетского языка, неизвестно, приживётся ли в египтологии новая кодификация, которая также не является последней формой классификации иероглифов, так как имеет свои изъяны и ошибки, о чём было две рецензии (например, рецензия М. В. Панова, 2008).
С развитием компьютерных технологий в 1991 году был предложен стандарт Юникод для кодирования символов почти всех письменных языков, в том числе и египетских иероглифов. В версии Unicode 5.2 существует список основных иероглифов, где им отводится диапазон от U+13000 до U+1342F (на декабрь 2009 года поддерживается только шрифтом «Aegyptus»). В наши дни также появляются различные электронные каталоги-классификаторы иероглифов, обычно в графических редакторах для набора египетских текстов. В России был создан редактор «Hieroglyphica».
Знаки египетского письма до сих пор не все каталогизированы и классифицированы, в связи с их огромным количеством. Время от времени обнаруживаются новые иероглифы или их новые фонетические значения.
Классификация иероглифов на основе «списка А. Х. Гардинера»:
| Группа | Количество иероглифов у А. Х. Гардинера | Название группы                                       |
| ------ | --------------------------------------- | ----------------------------------------------------- |
| A      | 58                                      | мужчина и его занятия (иероглифы группы А)            |
| B      | 77                                      | женщина и её занятия                                  |
| C      | 11                                      | антропоморфные божества                               |
| D      | 63                                      | части тела человека                                   |
| E      | 32                                      | млекопитающие                                         |
| F      | 52                                      | части тела млекопитающих                              |
| G      | 54                                      | птицы                                                 |
| H      | 8                                       | части тела птиц                                       |
| I      | 15                                      | амфибии и пресмыкающиеся                              |
| K      | 6                                       | рыбы и части тела рыб                                 |
| L      | 7                                       | беспозвоночные                                        |
| M      | 44                                      | деревья и растения                                    |
| N      | 42                                      | небо, земля, вода                                     |
| O      | 51                                      | здания и их части                                     |
| P      | 11                                      | суда и части судов                                    |
| Q      | 7                                       | домашняя и походная утварь                            |
| R      | 25                                      | храмовая утварь и священные эмблемы                   |
| S      | 45                                      | короны, одежда, посохи и т.п.                         |
| T      | 35                                      | оружие — военное, охотничье и т.п.                    |
| U      | 41                                      | орудия земледелия и разных ремёсел                    |
| V      | 38                                      | корзины, мешки, изделия из верёвок и т.п.             |
| W      | 25                                      | сосуды — каменные и глиняные                          |
| X      | 8                                       | хлеб разных видов                                     |
| Y      | 8                                       | принадлежности письма и игры, музыкальные инструменты |
| Z      | 11                                      | разные линии и геометрические фигуры                  |
| Aa     | 31                                      | не поддающиеся классификации                          |

## Направление письма
Древние египтяне чаще всего писали горизонтальными строчками справа налево, реже — слева направо. Иногда писали вертикальными столбцами, которые всегда читались сверху вниз. Несмотря на преимущественное направление египетского письма справа налево, в современной научной литературе из практических соображений принято написание слева направо.

Знаки, представляющие изображения людей, животных, птиц, всегда повернуты лицом к началу строки. Например, следующую надпись — 
| M17 | G43 | A3 | M17 | D58 | E31 |

 — следует читать слева направо (если повёрнуты направо, то читать надо справа налево), так как птица, человек и козлёнок смотрят в левую сторону.

В строке верхний знак имеет первенство перед нижним. Например, порядок чтения знаков в слове 
| S29 | R4 · X1 · Q3 | A2 | N35 · I9 |

 следующий:
| S29 | R4 | X1 | Q3 | A2 | N35 | I9 |

В иероглифическом письме не было разделителей слов или предложений (то есть знаков препинания и т. п.). Каллиграфические знаки стремились располагать симметрично и без пробелов, создавая квадраты или прямоугольники.

## Система письма
Среди египетских иероглифов различают две основные группы символов: звуковые знаки (фонограммы) и смысловые знаки (идеограммы).
Фонограммы — знаки, использующиеся для обозначения звуков. Бывают трёх видов:
- односогласные (одноконсонантные) знаки;
- двусогласные (двухконсонантные) знаки;
- трёхсогласные (трёхконсонантные) знаки.

Идеограммы обозначают целое слово или понятие. Делятся на два вида:
- логограммы;
- детерминативы.

### Звуковые знаки

#### Односогласные или алфавитные знаки
Односогласные (алфавитные) знаки служат для обозначения одного согласного звука. Точные названия алфавитных знаков неизвестны, порядок следования выработан египтологами. Для транслитерации используется латинские буквы; в тех случаях, когда в латинском алфавите отсутствуют буквы для имеющихся в египетском звуков, или для обозначения одного египетского звука требуется несколько букв, применяются диакритические знаки.
| G1 |

| G1 |

| M17 |

| M17 |

| M17 |

| M17 |

| M17 |

| M17 |

| Z4 |

| Z4 |

| D36 |

| D36 |

| G43 |

| G43 |

| D58 |

| D58 |

| Q3 |

| Q3 |

| I9 |

| I9 |

| G17 |

| G17 |

| N35 |

| N35 |

| D21 |

| D21 |

| O4 |

| O4 |

| V28 |

| V28 |

| Aa1 |

| Aa1 |

| F32 |

| F32 |

| O34 |

| O34 |

| S29 |

| S29 |

| N37 |

| N37 |

| N29 |

| N29 |

| V31 |

| V31 |

| W11 |

| W11 |

| X1 |

| X1 |

| V13 |

| V13 |

| D46 |

| D46 |

| I10 |

| I10 |

#### Двусогласные знаки
Двусогласные знаки — иероглифы, передающие два согласных знака. Достаточно распространены среди иероглифов (более 80 двусогласных знаков). Некоторые двусогласные иероглифы полифоничны, то есть передают несколько звуковых сочетаний, например, знак 
| F18 |

 — ḥw и bḥ.
Для удобства двусогласные знаки принято разделять на 17 групп по второй согласной. Ниже приведены примеры двусогласных знаков. 

| U1 |

| U1 |

| U30 |

| U30 |

| V4 |

| V4 |

| D4 |

| D4 |

| O1 |

| O1 |

| U6 |

| U6 |

| E23 |

| E23 |

| M23 |

| M23 |

| N35B |

| N35B |

| E34 |

| E34 |

| Y5 |

| Y5 |

| M2 |

| M2 |

| T34 |

| T34 |

| I6 |

| I6 |

| U15 |

| U15 |

#### Трёхсогласные знаки
Трёхсогласные знаки — иероглифические знаки, передающие сочетание трёх согласных. Так же, как и двусогласные знаки, широко представлены в египетской письменности (до 60 знаков).
Особенно распространены следующие трёхсогласные знаки:
| P6 |

| P6 |

| F21 |

| F21 |

| F35 |

| F35 |

| S34 |

| S34 |

| R4 |

| R4 |

| D45 |

| D45 |

| F25 |

| F25 |

| F42 |

| F42 |

| F36 |

| F36 |

| F12 |

| F12 |

| I1 |

| I1 |

| L1 |

| L1 |

| O42 |

| O42 |

| P8 |

| P8 |

| T18 |

| T18 |

#### Звуковые дополнения (фонетические комплементы)
Двусогласные и трёхсогласные знаки обычно сопровождаются односогласными (алфавитными) знаками, которые полностью или частично отражают их звучание. Односогласные знаки, употребляемые таким образом, называются звуковыми дополнениями.

### Идеограммы

#### Логограммы
Логограмма — это символ, наглядно изображающий то, что он обозначает. Например, знак, изображающий солнце — 
| N5 |

, может означать «день, свет, солнце, время». Для уточнения смысла слова логограммы, как правило, дополняются звуковыми знаками.

#### Детерминативы
Детерминативы (определители) — идеограммы, служащие для обозначения грамматических категорий слов в логографическом письме. Детерминатив помещался в конце слова и служил для пояснения смысла написанного и не обозначал никаких звуков или слов. Детерминативы позволяли отличить друг от друга омонимы (когда разные слова имели одинаковое написание), а также служили разделителями слов. Определители могут иметь прямое и переносное значение.

Например, знак свитка папируса — 
| Y1 |

 — мог обозначать книгу (свиток) как целое слово или служить детерминативом отвлечённого, абстрактного понятия.

У небольшой части самых распространённых слов — например, 
| I10 · D46 |

 «говорить», 
| V28 | N35 · D36 |

 «вместе с» — детерминатив отсутствует. Многие слова — например, 
| V28 | N29 · D21 | A2 | A1 |

 «голодный человек» — имеют несколько детерминативов.
Детерминативы также использовались для расширения значения символов.

Например, если определитель 
| D54 |

«ходить» поставить перед символом «дом», то он будет обозначать «покидать», «выходить».
Примеры некоторых детерминативов:
| A1 |

| A1 |

| B1 |

| B1 |

| A17 |

| A17 |

| A19 |

| A19 |

| A28 |

| A28 |

| A13 |

| A13 |

| D4 |

| D4 |

| F21 |

| F21 |

| D38 |

| D38 |

| E1 |

| E1 |

| F27 |

| F27 |

| G38 |

| G38 |

| K1 |

| K1 |

| N5 |

| N5 |

| N2 |

| N2 |

| N14 |

| N14 |

| P5 |

| P5 |

| N34 |

| N34 |

| N33A |

| N33A |

| N35B |

| N35B |

| N23 |

| N23 |

| O1 |

| O1 |

| U7 |

| U7 |

| N31 |

| N31 |

## Пример
Фрагмент иероглифической надписи с древнеегипетской стелы № 31664 из Field Museum of Natural History (Чикаго) эпохи Среднего царства. Здесь приведены две строчки, которые следует читать справа налево (фотография и передача той же надписи «стандартными иероглифами»):
| фрагмент стелы № 31664 из Field Museum of Natural History (Чикаго) |

В верхней строчке
| D · f |

| D · f |

| D · d · f |

| D · d · f |

три одноконсонантных знака:
| D |

| D |

| d |

| d |

| f |

| f |

ḏd — глагол «говорить», .f — местоимение-суффикс 3 л. ед. ч. Таким образом, вся группа читается: ḏd.f, что значит «говорит он».
| nw · k |

| nw · k |

| V30 |

| V30 |

| Aa28 |

| Aa28 |

| d |

| d |

| V33 |

| V33 |

| nw |

| nw |

| Y1V |

| Y1V |

Эти знаки читаются: jnk nb qd «Я — владыка характера», то есть «я обладаю крепким характером».